# Pour une littérature-monde en français
Pour une littérature-monde en français est un manifeste littéraire publié par le journal Le Monde le 15 mars 2007, au cœur de la campagne présidentielle qui allait mener à l'élection de Nicolas Sarkozy, défendant le concept de littérature-monde au détriment du concept de littérature francophone. Cet événement a été suivi tout de suite de la parution de l’ouvrage intitulé Pour une littérature-monde.

## Signataires
Les signataires de ce manifeste sont : Muriel Barbery, Tahar Ben Jelloun, Alain Borer, Roland Brival, Maryse Condé, Didier Daeninckx, Ananda Devi, Alain Dugrand, Édouard Glissant, Jacques Godbout, Nancy Huston, Koffi Kwahulé, Dany Laferrière, Gilles Lapouge, Jean-Marie Laclavetine, Michel Layaz, Michel Le Bris, JMG Le Clézio, Yvon Le Men, Amin Maalouf, Alain Mabanckou, Anna Moï, Wajdi Mouawad, Nimrod, Wilfried N'Sondé, Esther Orner, Erik Orsenna, Benoît Peeters, Patrick Rambaud, Gisèle Pineau, Jean-Claude Pirotte, Grégoire Polet, Patrick Raynal, Raharimanana, Jean Rouaud, Boualem Sansal, Dai Sijie, Brina Svit, Lyonel Trouillot, Anne Vallaeys, Jean Vautrin, André Velter, Gary Victor, Abdourahman A. Waberi.
Le confinement de l’imagination des écrivains classifiés en « écrivains francophones » et « écrivains français » a amené les signataires du manifeste et défenseurs de la littérature-monde à voir la « littérature francophone » comme une « variante exotique tout juste tolérée » de la « littérature française » et, avec elle, l’« idée de francophonie […] comme le dernier avatar du colonialisme ». La littérature-monde vise donc, de façon ultime, à libérer la langue « de son pacte exclusif avec la nation » pour ne donner à l’imaginaire d’autres « frontières que celles de l’esprit ».